# مطيافية الاستقطاب
يتضمن التحليل الطيفي للاستقطاب على مجموعة من التقنيات الطيفية المبنية على خصائص الاستقطاب للضوء (التي ليست بالضرورة مرئية ؛ الأشعة فوق البنفسجية ، الأشعة السينية ، الأشعة تحت الحمراء ، أو في أي نطاق تردد آخر للإشعاع الكهرومغناطيسي). يتم ذالك من خلال تحليل خصائص الاستقطاب للضوء ، يمكن اتخاذ قرارات بشأن الوسائط التي ينبعث منها الضوء (أو الوسائط التي يمر الضوء / يتشتت خلالها). بدلاً من ذلك ، يمكن استخدام مصدر للضوء المستقطب لسبر الوسائط ؛ في هذه الحالة ، تسمح التغييرات في استقطاب الضوء (مقارنة بالاستقطاب العرضي) بمعرفة خصائص الوسائط.
بشكل عام ، ينتج عن أي نوع من تباين الخواص في الوسائط نوع من التغيير في الاستقطاب. يمكن أن يكون هذا التباين إما موجود في الوسائط (على سبيل المثال ، في حالة مادة بلورية) ، أو مفروضًا خارجيًا (على سبيل المثال ، في وجود مجال مغناطيسي في البلازما).

## اقرأ أيضا
- تأثير فاراداي
- تشخيص البلازما
- تأثير شتارك
- تأثير زيمان